# 帕里斯法则

裂紋擴展速率與應力強度範圍的典型關係圖，其中帕里斯-埃尔多安方程可擬合區域B的中心線性區域。

帕里斯法則，也稱為帕里斯-埃爾多安方程，是一個裂纹扩展方程，可求得疲勞裂紋的擴展速率。 應力強度因子{\displaystyle K}代表裂紋尖端周圍的載荷，在一个荷载周期中，裂紋擴展速率实验中表现为應力強度幅服的函數。 帕里斯方程为：
{\displaystyle {\begin{aligned}{da \over dN}&=C\left(\Delta K\right)^{m},\end{aligned}}}
其中，{\displaystyle a}是裂紋長度，是載荷循環{\displaystyle N}中的疲勞裂紋擴展。材料係數和{\displaystyle C}和{\displaystyle m}的值通过實驗求得，两者也取決於環境、頻率、溫度和應力比。
根据裂纹扩展速率{\displaystyle {\rm {d}}a/{\rm {d}}N}与{\displaystyle \Delta K}之间的关系，疲劳在构件内积累，达到临界值后，形成初始疲劳裂纹，初始疲劳裂纹在循环应力及环境的共同作用下逐步扩展，即发生亚临界扩展。当裂纹达到临界裂纹长度时发生快速扩展，以致断裂。
已知應力強度因子幅服在各種不同條件下都裂紋擴展速率相關，也是在負載循環中最大和最小應力強度因子之間的差異，定義為：
{\displaystyle \Delta K=K_{\text{max}}-K_{\text{min}}.}
作為循環載荷作用下的裂紋擴展速率與應力強度因子幅服之間的冪律關係，帕里斯-埃爾多安方程式可以在雙對數圖上可視化為一條直線，其中x軸表示應力強度因子範圍， y軸表示裂紋擴展速率。
{\displaystyle \Delta K}与裂紋擴展速率的关联性，在很大程度上取決於引起裂紋擴展的交變應力與屈服強度相比起来很小這一事實。 因此，即使在像不銹鋼這樣延展性極強的材料中，裂紋尖端塑性區相對於裂紋長度也很小。
方程給出了單一週期的裂纹扩展。 對於恆幅負載，可以輕鬆計算單一循環。 但在變幅负载中等效出恆幅负载的循環则需要使用額外的例如雨流计数算法等循環識別技術。

## 历史
P. C. 帕里斯在1961年的一篇論文中提出了裂紋擴展速率可能取決於應力強度因子的觀點。1963 年，帕里斯和埃爾多安在论文中对比了裂紋擴展與應力強度幅服的双對數圖上的數據後，間接地提出了該方程，並在旁評論道：「作者們有些猶豫，但無法抵擋住透過資料繪製直線斜率為1/4的誘惑」。

## 适用范围

### 应力比
較高的平均應力會增加裂紋擴展的速度，稱為平均應力效應。 一個週期的平均應力以應力比{\displaystyle R}表示：
{\displaystyle R={K_{\text{min}} \over K_{\text{max}}},}
或最小應力強度因子與最大應力強度因子之比。 在線彈性斷裂狀態下，{\displaystyle R}也相當於負載比
{\displaystyle R\equiv {P_{\text{min}} \over P_{\text{max}}}.}
儘管可以根據特定的應力比選擇方程係數，但帕里斯-埃尔多安方程式並未明確考慮應力比的影響。 其他裂紋擴展方程，如Forman方程则明確地包含了應力比的影響， Elber方程也透過模擬裂紋閉合的影響而包含了應力比的影響。

### 中等应力强度范围
巴黎-艾爾段方程式適用於中等扩展率幅服，但不適用於非常低的扩展率幅服。{\displaystyle \Delta K}接近閾值或非常接近材料斷裂韌性的數值{\displaystyle K_{\text{Ic}}}  。 臨界極限下的交變應力強度定義為：
{\displaystyle {\begin{aligned}\Delta K_{\text{cr}}&=(1-R)K_{\text{Ic}}\end{aligned}}}
{\displaystyle \Delta K_{\text{th}}}一个阈值，只有当ΔK大于它时，裂纹才会扩展。双對數尺度上的裂紋擴展速率曲線的斜率所表示指數的值{\displaystyle m}通常位於2和4之间，對於高強度鋼等靜態斷裂韌性較低的材料來說，则{\displaystyle m}可达10 。

### 长裂缝
由於塑性区域的大小{\displaystyle (r_{\text{p}}\approx K_{I}^{2}/\sigma _{y}^{2})}，與裂紋長度相比較小，{\displaystyle a}（{\displaystyle \sigma _{y}}為屈服應力），採用小規模屈服近似，從而可以使用線彈性斷裂力學和應力強度因子。 因此，帕里斯-埃爾多安方程僅在線性彈性斷裂機制、拉伸載荷和長裂紋下有效。